# Idegenben lőtt több gól
Az idegenben lőtt (több) gól egyre több sportágban használatos szabály.
Lényege, hogy a különböző versenykiírásokban az oda-visszavágós mérkőzéseken eldöntsék, melyik csapat a jobb azonos számú szerzett gólok esetén.
Az UEFA 1965-ben vezette be az akkori KEK illetve BEK kiírásában. Az első „győztese” a szabálynak a Budapest Honvéd volt, mely így jutott tovább a csehszlovák Dukla Praha ellen. A szabály eleinte megosztotta a közvéleményt, mivel sokak szerint nem jogos továbbjutás az olyan, ahol a csapat nem nyeri meg (nem jobb az ellenfelénél). Ennek ellenére mára már minden nagyobb sporteseményen alkalmazott szabály, persze vannak kivételek (pl. FA-kupa). A szabályt az UEFA 2021. június 24-én hozott döntésével a klubtornákon eltörölte.

## Példák
Egy-egy győzelem esetén
A csapat – B csapat 2–1 (az A játszik hazai pályán)
B csapat – A csapat 3–2 (a B játszik hazai pályán)
Összesített eredmény:
A csapat – B csapat 4–4
Ez esetben az A csapat a továbbjutó, mivel több gólt szereztek idegenben (2), mint a B csapat (1).
Két döntetlen esetén
Ha mindkét mérkőzés döntetlenre végződik, ám a két döntetlen nem egyenlő (pl. 1–1 és 2–2), akkor is ilyen módon döntik el a továbbjutást (az jut tovább, amelyik csapat 2 gólt lőtt).
Egyenlő győzelmek, illetve döntetlenek esetén
Ha a 2 mérkőzés azonos eredménnyel, de ellenkező győztessel ér véget (pl. 3–1 és 1–3), akkor általában hosszabbítás következik majd büntetőrúgások.
Viszont ha a hosszabbításban ismét mindkét csapat betalál (pl. 1–3 után a hosszabbításban 2–4), akkor sok tornán ismét érvényes az idegenben lőtt több gól szabály, így nem kerül sor büntetőkre. A CONCACAF bajnokok ligájában a hosszabbításban ezt a szabályt nem veszik figyelembe.
Ugyanez érvényes akkor is, ha a két mérkőzés egyenlő arányú döntetlen (pl. 1–1 és 1–1).

## Anomáliák
A szabály alkalmazása során több furcsa eset is elő fordult a labdarúgásban, amely a szabály igazságtalanságát mutathatja.

### 1991
Az 1991-es ifjúsági labdarúgó-világbajnokság selejtezőjében Ausztrália Izraellel találkozott. Biztonsági okokból a visszavágót, az izraeliek hazai mérkőzését is Ausztráliában játszották. Ezen a mérkőzésen Ausztrália szerzett két gólt, az összesített 2–2-es állás is nekik kedvezett.
- 1. mérkőzés: Ausztrália 0–1 Izrael
- 2. mérkőzés: Izrael 1–2 Ausztrália (Ausztráliában játszották)
- Összesítésben 2–2, „idegenben” lőtt több góllal Ausztrália győzött.

### 2003
Ha a két klub azonos stadionban játssza hazai mérkőzéseit, attól a szabály még ugyanúgy érvényes. Ez történt a 2002–2003-as UEFA-bajnokok ligája egyik elődöntőjében. Az Internazionale és az AC Milan került össze. Mindkét csapat a San Siróban játszotta a hazai mérkőzését.
- 1. mérkőzés: AC Milan 0–0 Internazionale
- 2. mérkőzés: Internazionale 1–1 AC Milan

Összesítésben az állás 1–1 lett, azonban a sorsolás szerint a második mérkőzésen az AC Milan volt „idegenben”, ezért ők jutottak be a döntőbe.

### 2013
A 2012–2013-as Európa-liga nyolcaddöntőjében az Internazionale a Tottenham Hotspurral találkozott.
- 1. mérkőzés:

| 2013. március 7. |

| Tottenham Hotspur | 3–0               | Internazionale |
| ----------------- | ----------------- | -------------- |
|                   | (2–0) Jegyzőkönyv |                |

|  |

- 2. mérkőzés:

| 2013. március 14. |

| Internazionale | 4–1 (h. u.)                 | Tottenham Hotspur |
| -------------- | --------------------------- | ----------------- |
|                | (1–0, 3–0, 3–1) Jegyzőkönyv |                   |

|  |

A visszavágó rendes játékideje után összesítésben döntetlenre álltak a csapatok (3–3), azonban a szabályok szerint ilyenkor 2×15 perces hosszabbítás következett. Az angol csapat a 96. percben gólt szerzett, ezt követően az olasz csapatnak kettőt kellett volna szereznie a továbbjutáshoz. Az Inter egy gólt szerzett ugyan, de a 120 perc utáni 4–1-es végeredmény miatt összesítésben 4–4 lett az állás, és a Tottenham az idegenben lőtt gól miatt továbbjutott. A hosszabbítás miatt azonban a Tottenhamnek 30 perccel több ideje volt idegenben gólt szerezni, ami végül a továbbjutását és az Inter kiesését jelentette.